# غزو غوادلوب (1810)
كان غزو غوادلوب عملية برمائية بريطانية جرت بين 28 يناير و6 فبراير 1810 للسيطرة على جزيرة غوادلوب الكاريبية خلال الحروب النابليونية. كانت الجزيرة آخر مستعمرة فرنسية متبقية في الأمريكتين، وذلك في أعقاب غزو القوات البريطانية المنهجي للمستعمرات الأخرى واستيلائها عليهم خلال عام 1809. خلال الحروب النابليونية، وفرت المستعمرات الفرنسية موانئ حماية لسفن القرضنة والسفن الحربية الفرنسية، التي كان بإمكانها الاعتداء على الطرق التجارية البريطانية العديدة في منطقة البحر الكاريبي ثم تعود إلى المستعمرات قبل أن تتمكن السفن الحربية البريطانية من الرد. ردًا على ذلك، فرض البريطانيون حصارًا على الجزر، وأوقفوا السفن قبالة كل ميناء واحتجزوا أي سفينة تحاول الدخول أو الخروج. مع تعرض التجارة والاتصالات للخطر، بسبب أسطول الحصار البريطاني، بدأت اقتصادات ومعنويات المستعمرات الفرنسية في الانهيار، وفي صيف 1808 أرسلت المستعمرات رسائل يائسة إلى فرنسا لطلب المساعدة.
على الرغم من الجهود المتكررة، فشلت البحرية الفرنسية في تعزيز الحامية وإعادة إمدادها بالمؤن، إذ جرى اعتراض سفنها وهزيمتها إما في المياه الأوروبية أو في منطقة البحر الكاريبي نفسها. كان البريطانيون قد اعترضوا عددًا من هذه الرسائل، وأطلقوا سلسلة من عمليات الغزو الناجحة خلال عام 1809، إلى أن أصبحت غوادلوب المستعمرة الفرنسية الوحيدة المتبقية. في 28 يناير 1810، هبطت قوة استكشافية بريطانية ووجدت أن الكثير من قوات حامية الجزيرة قد غادرت. تقدمت القوة من شاطئَي رسوّ على جانبَي الجزيرة المتقابلَين، وتمكنت من الزحف إلى الداخل بسرعة. ظل الأمر كذلك إلى أن وصلت القوة إلى شارع بيوبر، خارج العاصمة باس-تير، فواجهت مقاومة شديدة، ولكن الفرنسيين هُزموا وتراجعوا في معركة دامت تقريبًا طوال يوم 3 فبراير. بدأ جان أوغستين إرنوف، قائد الجزيرة، مفاوضات الاستسلام في اليوم التالي.

## التداعيات
بلغ عدد القتلى البريطانيين في العملية 52 قتيلًا و250 جريحًا، مع فقدان سبعة رجال. كانت الخسائر الفرنسية أكبر، إذ بلغت ما بين 500-600 ضحية طوال الحملة. أُسر 3,500 جندي إلى جانب ضباطهم ومدافعهم والنسر الإمبراطوري الفرنسي للفوج 66 إي. نظرًا لأن نابليون كان قد ألغى نظام تبادل الأسرى الذي كان قائمًا في السابق، بقى السجناء في يد البريطانيين حتى سنة 1814. أُرسل النسر المأسور إلى بريطانيا، وهو أول نسر فرنسي يُستولى عليه خلال الحروب النابليونية. بحلول 22 فبراير، أُقنعت جميع المستعمرات الهولندية المجاورة، سينت مارتن وسينت أوستاتيوس وسابا، بالاستسلام دون قتال على يد سفن أُرسلت من أسطول كوشرين. كوفئ الضباط البريطانيون على نجاحاتهم: فبقي بيكوث في منطقة البحر الكاريبي إلى أن تقاعد عام 1814 بسبب تدهور صحته، بينما تمت ترقية كوكرين وهيسلوب. صوّت برلمان المملكة المتحدة لصالح شكر جميع ضباط البعثة ورجالها وبعد عشر سنوات مُنحت الكتائب والسفن التي شاركت (أو ما خلفهم) وسام شرف معركة غوادالوب 1810. بعد مرور أربعة عقود على العملية، كان وسام شرف معركة غوادالوب من بين الأعمال التي اعتُرف بها من خلال مشبك ملحق بميدالية الخدمة العامة البحرية وميدالية الخدمة العامة العسكرية، وقد منحت بناء على طلب لجميع المشاركين البريطانيين الذين ما زالوا يعيشون في عام 1847. 
جرى الاستيلاء على غوادلوب كمستعمرة بريطانية خلال الفترة المتبقية من الحرب، ولم تُعاد إلى فرنسا إلا بعد تنازل نابليون عنها في عام 1814. في السنة التالية، أي خلال المئة يوم، أعلن حاكم غوادلوب، تشارلز ألكسندر دوراند لينوي، نفسه ملكًا مرة أخرى، الأمر الذي تطلب غزوًا بريطانيًا آخر، وإن كان أصغر حجمًا ومدة، لاستعادة النظام الملكي. شكل سقوط  غوادلوب نهاية آخر الأراضي الفرنسية في منطقة البحر الكاريبي؛ فقد أصبحت المنطقة كلها حينئذ في أيدي البريطانيين أو الإسبان، باستثناء دولة هايتي المستقلة. أدى نقص البواخر والسفن الحربية الفرنسية إلى ازدهار العمليات التجارية، وانتعشت اقتصادات جزر البحر الكاريبي. كما أنه أدى إلى انخفاض كبير في التجارة الدولية الفرنسية، وكان له أثر مماثل على الاقتصاد الفرنسي. أخيرًا، وجه الاستيلاء على آخر مستعمرة فرنسية ضربة حاسمة لتجارة العبيد عبر الأطلسي، إذ حظرتها الحكومة البريطانية في عام 1807 وقمعتها البحرية الملكية بنشاط. بدون المستعمرات الفرنسية في منطقة البحر الكاريبي، لم تكن هناك سوق جاهزة للرقيق في المنطقة وبالتالي نضبت تجارة الرقيق.